# Дерван
Дерван или Дрван је био лужичкосрпски кнез у 7. веку. 
Као кнез Срба уз реку Елбу (Лабу) Дрван се у франачким писаним изворима спомиње у догађајима везаним за 631/32. годину и то је за сада најстарије поуздано име неког владара Лужичких Срба. Српска племена се у тадашњим историографским документима појављују као „Урби“, „Сурби“, "Sorbi", "Zirbi", "Zeruiani", и предузимала су војне упаде у граничне области Саксоније и Тирингије.
По раније насталим замислима Дрван је српска племена водио и према јужној Европи. Замисао да је Дрван предводио Србе на југ нема потврду у писаним историјским изворима. Према писању цара Константина VII Порфирогенита: „Пошто су два брата наследила од оца власт над [Белом] Србијом, један од њих, узевши половину народа, пребегне Ираклију”, тј. према јужној Европи.
У „Фредегаровој хроници“ пише да се Дерван, „кнез Срба, који су словенског порекла“ ("...Deruanus dux gentis Urbiorum, qui ex genere Sclavinorum erant...") после Самове победе над Франачком краљевином 631/632. године и њиховим краљем Дагобертом одвојио од Франака и прикључио великом савезу словенских племена којим је владао Само (око 623-658). Одлука о прикључивању Самовом племенском савезу је била пресудна. У Самовом племенском савезу Словена, Дрванови Срби добили су од (631/32) поуздану заштиту од Франака и других непријатеља.
Заједно са словенским владаром Самом, Дрван је водио ратове који су разбили франачку врховну власт на Сали и учврстили политичку независност Срба у тој области, а то ће трајати и следећих век и по, када ће бити утврђена граница према Словенима, тј. Србима („Limes Sorabicus“). Године 641. тириншки војвода Радулф склопио је договор са својим источним суседима о истим правима и казнама за све. Из ових догађаја потичу прве познате политичке акције српских племена.
За овај период Мавро Орбин пише: „Скупини Франака, који путоваху из Новог Рима са својом робом, би путем одузет сав њихов иметак, а онима који се одупреше, Словени одузеше и живот. Дознавши то, Дагоберт одасла краљу Саму једног свога изасланика по имену Сикхар, затраживши од њега да исходи правду. Изасланик, увидевши да краљ Само не жели да га прими, заогрну се словенским хаљама како га овај не би препознао, те тако прерушен једнога дана иступи пред њега и изложи што му господар његов бејаше наложио, додавши како Само не сме потцењивати народ франачки, кад зна да је заједно с тим истим народом подложан Краљевству Франачком. Само би силно огорчен тим речима те одговори како би он, заједно са својим пуком, био одан Францима кад би Дагоберт и његови хтели одржати пријатељство са Словенима. Сикхар му одговори како је немогуће да Христове слуге склопе савез или било какво пријатељство с псима, на шта Само придодајући рече: Ви сасвим сигурно исповедате веру Христових слугу, а ми смо његови пси. Стога оно што ви против његове воље грешнога чините, нама је допуштено угризима зуба осветити, те то изрекавши, сместа га отера. Дагоберт се на то страшно увреди. Окупи тада бирану војску и поби се са Словенима. А они (како каже Аимон у четвртој књизи, поглављу 23.) разбише цвет франачке војске и одведоше много робља. Одмах потом појурише у помоћ својој словенској браћи која бејаху под опсадом франачком у каштелу Вогастру, те насрнувши на непријатеље, натераше их у бег и неколицину побише, отевши им сву опрему и шаторе. Још више осокољени том победом, Словени у великом броју нагрнуше у непријатељском походу у Тирингију и у друга места у франачком суседству. На то војвода Дерван, под чијом управом бејаху они словенски градови који дотада одржаваше пријатељство с Францима, видевши плодне и велике успехе словенске, као и да су Франци свеједнако надјачани, побуни се и приступи Словенима. Они се неко време задржаху у пустошењу Краљевства Франачког, па се затим окренуше против Италије, те ушавши у земљу године 640. или пак 650, како тврди Барди, починише велике штете, затим се, надвладани од Гримоалда, повукоше својим кућама.”
Такође пише и:„Тадашњи франачки краљ Килдеберт посла Адулфа, једнога од понајбољих својих војсковођа, да се супротстави Белославу (јер тако се зваше кнез словенски) који се, затекавши се у непријатељској земљи и увидевши како мало има Словена у поређењу с бројним франачким снагама, поколеба у свом науму. Опазивши то, Адулф му препречи пут и затвори све пролазе. Белослав се на то повуче са својима у подножје једног брда, те се оваквом беседом обрати својим људима: Видите, борци и судрузи моји верни, да нас је непријатељ тако опколио да се не можемо друкчије него снагом својих руку спасити. Побећи се не може; па све и кад би се могло, закони нам предака наших не допуштају то. Будући, дакле, да спас и сву наду своју полажемо у снагу руку наших, кренимо дакле добровољно у борбу за спас и част себе самих. Не треба да нас уплаши бројност непријатеља, кад знамо да смо не само једном надјачали најсилније саске, данске и франачке војске. Ако нам је сада у борби с Францима погинути, погинимо славно, да се непријатељ има мало чему радовати, а да синовима и потомцима својим, штовише читавоме свету, пружимо редак пример снаге и срчаности. Изговоривши то, наложи да се сви построје у борбене редове. Адулф, пак, не чекаше дуго, него одмах даде знак за почетак битке у коју се Франци, поуздајући се у своју бројност, радо упустише. Словени им, настојећи искористити свој положај, с једнаком храброшћу одолеваху; штавише, готово без наде у спас, један другога потстицаху на освету. На крају се тако разјарише у свом бесу, да се Франци почеше повлачити и гинути један за другим. Видевши шта се догађа, Адулф се покаја што се уопште бејаше упустио у битку, но ни за кајање му не оста много времена, јер паде и он с великим делом своје војске. Погинуше такође и многи Словени, а војсковођа њихов Белослав буде смртно рањен па убрзо затим на повратку кући напусти овај свет. Дерван, кнез словенски и брат Болеславов, у жељи да освети братовљеву смрт крену на краља Дагоберта, који бејаше наследио Килдеберта на франачком престолу; потукавши се с Дагобертом и његовом бираном војском Франака и Аустријанаца, потуче их до ногу. Ушавши потом у Тирингију и у крајеве уз франачке границе (како извештава монах Аимон у 4. књизи, поглављу 23.), нанесе велике штете и однесе са собом неизмеран плен. Словени Сораби, осокољени том победом, упадоше такође у непријатељском походу у Тирингију и Саску, опљачкавши те две земље, на крају све уништише и спалише. Ти Сораби припадају онима које Лаоник Халкокондил смешта у древну покрајину Трибала у северној Мезији. Према томе, дошавши са севера, заузеше велик део Далмације (како пише Аимон у 4. књизи, поглављу 1.). За владавине цара Константина, дакле у IV. веку, наставаху доњу Панонију, гдје се побунише против цара. Но он им се (како каже Авентинус у 2. књизи) обрати бесједом с проповједаонице, те их склони на мир и на концу их умири. Древно пребивалиште Сораба (према Плинију) бејаше крај око мочваре Меотид. Један их се део запути оданде у смеру Дунава и горње Мезије, док други део крену на пут преко непрегледних пространстава Сарматије, то јест Пољске, да би на крају продрли у германске земље недалеко од Пољске, које се данас зову Лужица. Распршивши се околним крајевима, зауставише се између река Саал и Лабе.”